# Birur
Birur (en canarés: ಬೀರೂರು ) es una ciudad de la India en el distrito de Chikmagalur, estado de Karnataka.

## Geografía
Se encuentra a una altitud de 804 m s. n. m. a 218 km de la capital estatal, Bangalore, en la zona horaria UTC +5:30.

## Demografía
Según estimación 2011 contaba con una población de 24 666 habitantes.